# Куклин, Роман
Роман Куклин (латыш. Romāns Kukļins, род. 13 сент. 1974 года в Риге) — латвийский боксёр, участник XXVI Летних Олимпийских игр в Атланте.
В юности занимался дзюдо и восточными единоборствами, в начале 1990-х начал заниматься кикбоксингом и параллельно боксом, на базе Рижского технического университета под руководством мастера спорта международного класса Андрея Долгова. Шесть раз (1994—1999) становился чемпионом Латвии в тяжёлом весе (91 кг). В 1995 году выступал на чемпионате мира в Берлине.
В 1996 году на чемпионате Европы в датском Вейле, как единственный из боксёров стран Прибалтики, прошел отборочный этап на Олимпиаду, выйдя в четвертьфинал турнира, где со спорным решением судей, послав противника в нокдаун, со счетом 5:7, уступает будущему чемпиону Европы, немцу албанского происхождения, Луану Красники. На Олимпиаде, уже в первом круге, по очкам уступает Сергею Дичкову из Белоруссии. В бою сказывается травма носа, полученная двумя месяцами раньше.
В 1997 году в Милане, становится чемпионом мира по кикбоксингу, по версии WKA (англ. World Kickboxing Association).
В 1998 году в Минске, снова входит в восьмерку сильнейших боксеров-любителей Европы, на этот раз, в равном бою по очкам, уступив итальянцу Джакоббе Фрагомени (англ. Giacobbe Fragomeni), будущему чемпиону мира среди профессионалов.
В 1999 году выступил на чемпионате мира в американском Хьюстоне, где стал пятым сильнейшим боксером планеты. В это время представлял уже вентспилский клуб «Виктория».
Р. Куклин имел сравнительно низкий рост для тяжеловеса, всего 177 см, потому всегда придерживался атакующей манере боя, используя скорость и натиск.